# Ласкава вулиця
Ласка́ва вулиця — зникла вулиця, що існувала в Дніпровському районі міста Києва, місцевість Микільська слобідка. Пролягала від Каховської вулиці до вулиці Євгена Маланюка.

## Історія
Вулиця виникла в першій половині XX століття під назвою Нова. Назву Ласкава вулиця набула 1959 року. Ліквідована наприкінці 1970-х — на початку 1980-х років у зв'язку зі знесенням старої забудови Микільської слобідки.